# Клавјер
Клавјер (фр. Clavières) насеље је и општина у централној Француској у региону Оверња, у департману Кантал која припада префектури Сен Флур.
По подацима из 2011. године у општини је живело 228 становника, а густина насељености је износила 5,11 становника/km². Општина се простире на површини од 44,66 km². Налази се на средњој надморској висини од 1060 метара (максималној 1.434 m, а минималној 872 m).

## Демографија
| 1962. | 1968. | 1975. | 1982. | 1990. | 1999. | 2011. |
| ----- | ----- | ----- | ----- | ----- | ----- | ----- |
| 476   | 477   | 433   | 337   | 308   | 265   | 228   |

График промене броја становника у току последњих година